# Jasienskaja
Jasienskaja (ros. Ясенская) – stanica w Rosji, w Kraju Krasnodarskim, w rejonie jejskim. W 2010 liczyła 4751 mieszkańców.